# St. Peter und Paul (Wittelbach)

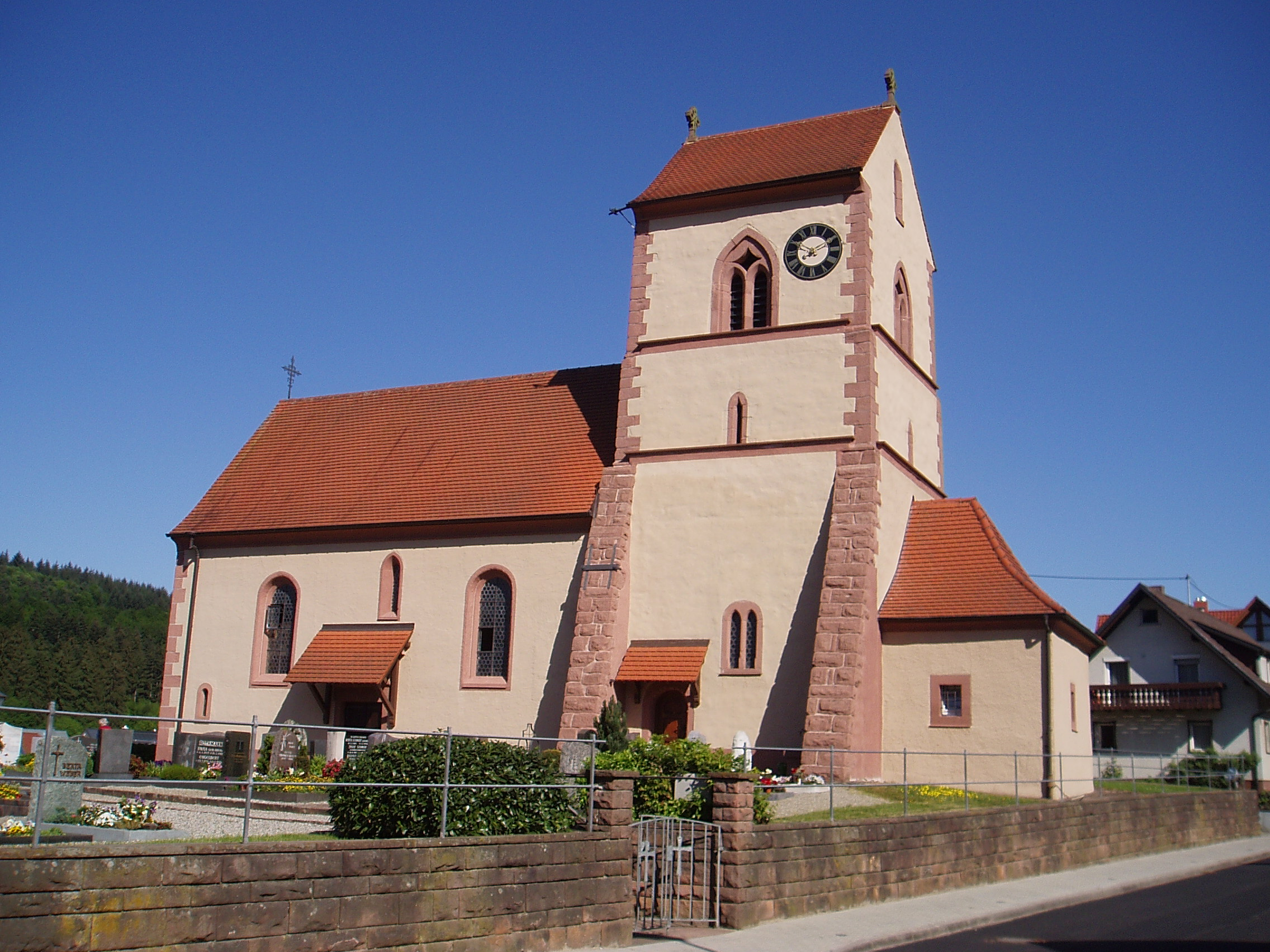
Die Kirche von Wittelbach 2007, im Jahr des 875-jährigen Jubiläums der Kirchweihe

Die Kirche St. Peter und Paul in Wittelbach, einem Ortsteil von Seelbach im Schuttertal (Ortenaukreis), ist eine der letzten für die Ortenau einst typischen Chorturmkirchen. Die ursprüngliche romanische Kirche wurde 1132 eingeweiht. Der frühgotische Turm stammt aus dem 13. Jahrhundert. Bei der Innenrenovierung 1974 wurden im Chorraum Fresken aus der Zeit um 1420 entdeckt und freigelegt.

## Vorgeschichte und Weihe der Kirche

### Wittelbach als Teil des Bistums Straßburg und der Herrschaft Ettenheimmünster
Die Geschichte der Wittelbacher Kirche reicht zurück bis in die Zeit der Christianisierung der Ortenau. Ausgangs- und Mittelpunkt des Christentums am Oberrhein war Straßburg, das römische Argentoratum („Silberstadt“), das 12 v. Chr. als römisches Heerlager gegründet wurde und Standort mehrerer Legionen war, mit einem Kastell von 500 × 400 m.
Eine frühchristliche Gemeinde mit einem Bischof bestand in Straßburg schon im 4. Jahrhundert. Erstmals erwähnt ist ein Straßburger Bischof namens Amandus als Teilnehmer an der Synode von Sardika (343). Die älteste Kirche, St. Peter, stand vor den Mauern des Lagers.
Als die Römer abgezogen waren, wurde Straßburg im Jahr 406 von den Alemannen erobert, aber nicht zerstört. Nach dem Sieg der Franken unter König Chlodwig I. über die Alemannen in der Schlacht bei Zülpich (496) besetzten die Franken Straßburg und errichteten eine Martinskirche vor dem Kastell.
Im 7. Jahrhundert war der aus fränkischem Geschlecht stammende heilige Arbogast Bischof von Straßburg (ca. 670 bis 678). Er baute die erste Straßburger Kathedrale, eine Marienkirche, im ehemaligen Kastell, wo heute das Münster steht. Arbogast bemühte sich tatkräftig um die Missionierung. Der Heilige ist Hauptpatron des Bistums Straßburg (Fest: 21. Juli).
Zum weltlichen Besitz des Bistums Straßburg gehörten später viele Ländereien links und rechts des Oberrheins, fast das ganze Unterelsass und ein großer Teil Mittelbadens. Es reichte im Süden bis zur Bleich, im Norden bis zur Oos und im Osten bis Büchereck, Brandenkopf und Kniebis.
Straßburgisch war auch die Herrschaft Ettenheimmünster, benannt nach dem von Bischof Heddo (Etto) von Straßburg gegründeten „Monasterium Ettonis“ (Kloster des Etto), zu dessen Besitzungen von 1363 bis 1803 auch Wittelbach zählte. Deshalb ist die Geschichte der Kirche und des Dorfes Wittelbach eng verknüpft mit Ettenheimmünster und Straßburg.
Bevor Wittelbach aber zum Territorium des Klosters Ettenheimmünster gehörte, hatte das Kloster St. Trudpert hier Besitzrechte. In einer päpstlichen Schirmbulle von 1144 bestätigt Papst Lucius II. (1144–1145) dem Abt Eberhard von St. Trudpert die Rechte und Besitztümer des Klosters St. Trudpert, darunter solche in „Wittilunbach“. Auch dieses Kloster, obwohl im Bistum Konstanz gelegen, stand in enger Verbindung zu Straßburg, weil Bischof Erkanbald von Straßburg (965–991) das Kloster nach einem Brand um das Jahr 975 wieder hatte aufbauen lassen, St. Trudpert deshalb sein „Eigenkloster“ war und er somit das Patronat über das Kloster besaß, das auch seine Nachfolger beanspruchten.
Die Klöster erfüllten damals neben ihrem religiösen Auftrag der Missionierung auch politische, wirtschaftliche und kulturelle Aufgaben. Sie waren sowohl kirchliche Mittelpunkte als auch Verwaltungszentren und zugleich Pflegestätten abendländischer Kultur.
Und da es vom 7. bis zum 9. Jahrhundert in keiner Landschaft am Oberrhein so viele Klöster gab wie in der Ortenau, war deren Wirken in dieser Gegend besonders segensreich. Geordnet wurde hier das Klosterwesen von Pirmin, dem Begründer des berühmten Klosters Reichenau. Er gilt wegen seiner gewaltigen organisatorischen Leistung als der Vater des benediktinischen Mönchtums am Oberrhein.
Die Vorgeschichte der Klöster Ettenheimmünster und St. Trudpert ist dargestellt in den legendenhaften Lebensgeschichten der Heiligen Landelin und Trudpert.

### Das Kloster Ettenheimmünster veranlasst den Bau der Wittelbacher Kirche
Bischof Etto, der Namensgeber des von ihm gegründeten Benediktinerklosters Ettenheimmünster, war ab 734 Bischof von Straßburg. Davor hatte er als Abt und Nachfolger des hl. Pirmin das Kloster Reichenau geleitet.
Zu den Hauptaufgaben der Mönche von Ettenheimmünster gehörten die Erschließung, Missionierung und kirchliche Betreuung des Münstertales und des hinteren Schuttertales. Die Benediktiner rodeten den Urwald, bekehrten die letzten Heiden und bauten Klosterhöfe. Den Bauern errichteten sie an geeigneten Punkten Kirchen und Kapellen, so am Fuß des Hünersedels das Kirchlein St. Roman in Schweighausen, eine Kirche zu Ehren Johannes’ des Täufers in Dörlinbach und, noch weiter ins Tal vorgeschoben, das Kirchlein in Wittelbach.
Dass beim Bau der Wittelbacher Kirche auch das Kloster St. Trudpert beteiligt war, ist wegen seiner Besitzrechte stark anzunehmen.

### Die Weihe der Wittelbacher Kirche durch Bischof Ulrich von Konstanz
In einem Kopialbuch des Klosters Ettenheimmünster aus dem Jahr 1584 findet sich folgender Eintrag:
| TITULI CONSECRATORUM ALTARIUM Anno MCXXXII. imperante Wernhero Abbate, dedicatae sunt Ecclesiae, a venerabili Udalrico Constantiensis Ecclesiae Episcopo, in honore S[anctae] Individuae Trinitatis. Witilinbach, quidem et Derlinbach una die, hoc e[st] VII. Idus Iulii […]. | BEKANNTMACHUNGEN VON ALTARWEIHEN Im Jahre 1132 sind im Auftrag des Abtes Werner von dem ehrwürdigen Ulrich, Bischof des Bistums Konstanz, zu Ehren der Hl. Ungeteilten Dreifaltigkeit die Kirchen in Wittelbach und Dörlinbach an einem Tag geweiht worden, und zwar am 9. Juli […]. |

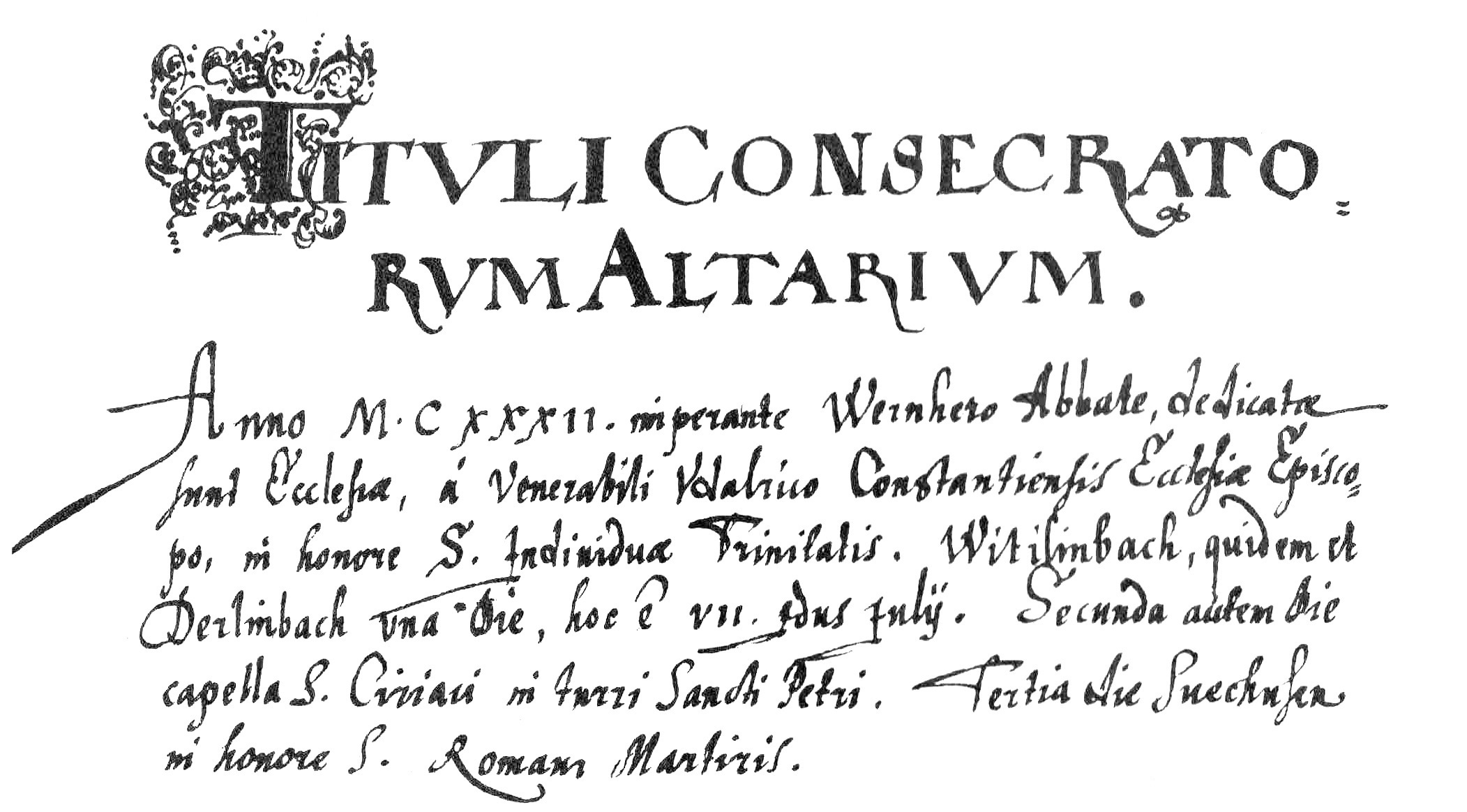
Kopialbuch von 1584

Wie es in der Quelle weiter heißt, weihte derselbe Bischof am 10. Juli „die Kapelle des hl. Cyriak im Turm von St. Peter“ in Ettenheimmünster und am 11. Juli 1132 „die Kirche zu Ehren des hl. Märtyrers Romanus in Schweighausen“.
Der greise Bischof Ulrich II. von Konstanz, der von 1127 bis 1138 regierte, weilte damals bei „seinem Bruder“ Werner, dem Abt des Klosters Ettenheimmünster (von 1124 bis 1141). Dieser hatte vor seiner Wahl zum Abt als Mönch in St. Blasien gelebt, wohin er sich nach 17-jähriger Amtszeit in Ettenheimmünster wieder zurückzog und wo er auch starb. Bischof Ulrich scheint ebenfalls Mönch in St. Blasien gewesen zu sein. Abt Werner war demnach wohl kein leiblicher Bruder, sondern ein Mitbruder (confrater) aus dem gleichen Orden und Kloster.
Es bleibt aber eine merkwürdige Tatsache, dass die Wittelbacher Kirche nicht vom zuständigen Straßburger Diözesanbischof geweiht wurde, sondern von Bischof Ulrich von Konstanz. Dieser weihte im Jahr 1132 außerhalb seiner Diözese noch eine ganze Reihe von Kirchen, 1134 sogar eine Kirche in Schellbronn bei Pforzheim, das damals zum Bistum Speyer gehörte.

## Die Kirchenpatrone
Die ersten christlichen Kirchen wurden über Märtyrergräbern erbaut. Daraus entwickelte sich der Brauch, Reliquien im Altar aufzubewahren, die Kirche nach Heiligen zu benennen und unter deren Schutz zu stellen. Da manche Kirchenpatrone zu bestimmten Zeiten besonders beliebt waren, kann man oft vom Patron auf das Alter der Kirchen schließen. Sehr alt sind meist Peters-, Michaels- und Martinskirchen.
Viele Peterskirchen verdanken der cluniazensischen bzw. Hirsauer Reformbewegung ihren Patron. Durch das Petrus-Patrozinium wurde die enge Verbundenheit mit Rom demonstriert.
Wahrscheinlich wurde die Wittelbacher Kirche bereits 1132 dem heiligen Petrus geweiht. Die Formulierung „zu Ehren der heiligen ungeteilten Dreifaltigkeit“, die ähnlich in den Weiheurkunden der Kirchen von Burgheim und Münchweier vorkommt, sagt nichts aus über den Kirchenpatron. Die Hochaltarbilder von 1655 zeigen Petrus allerdings zusammen mit der Hl. Dreifaltigkeit.
Im Kirchenvisitationsbescheid des Landkapitels Ettenheim aus dem Jahr 1619 heißt es: „Wittelbach ist eine Filiale der Mutterkirche in Schweighausen. Himmlischer Patron ist der hl. Apostelfürst Petrus, Kollator und Zehntherr ist der Abt von Ettenheimmünster.“
Paulus kam als Kirchenpatron also erst nach 1619 hinzu.
Die große Glocke von 1681 trug ein Bild von Petrus und Paulus. Auch die Glocke von 1761 ist laut Inschrift Petrus und Paulus geweiht. Bei der Patroziniums-Prozession am 29. Juni werden eine große und eine kleine rote Peter-und-Paul-Fahne mitgetragen.

## Der Standort der Kirche
Man hat seinerzeit den Bauplatz der Kirche offensichtlich sehr sorgfältig gewählt. Sie steht an der östlichen Talseite, etwa 100 m entfernt vom Dorfbach und etwa 250 m von der Schutter auf einer mit eiszeitlichem Löss und Schwemmlöss (Lösslehm) bedeckten Niederterrasse der Schutter, d. h. auf einer natürlichen Bodenerhebung, die von der Schuttertalstraße durchbrochen wird. Die Oberkante der Türschwelle des Westportals liegt 226,82 m ü. NN und damit 2 m höher als die Straße und 6 m höher als die „Kirchmatt“ und die Schutterniederung (Talaue), die früher überschwemmungsgefährdet und vielfach versumpft war. Der feinsandige Lösslehm bildet einen festen und trockenen Baugrund. Da der darin ursprünglich enthaltene Kalk ausgewaschen wurde, ist der Boden bis in 1,50 m Tiefe kalkfrei.
Viele alte Kirchen stehen sinnvollerweise erhöht, manchmal auf so genannten Kirchbergen, und sind über Treppen zu erreichen.

## Baugeschichte der Kirche

### Die romanische Kirche von 1132 bis ca. 1250

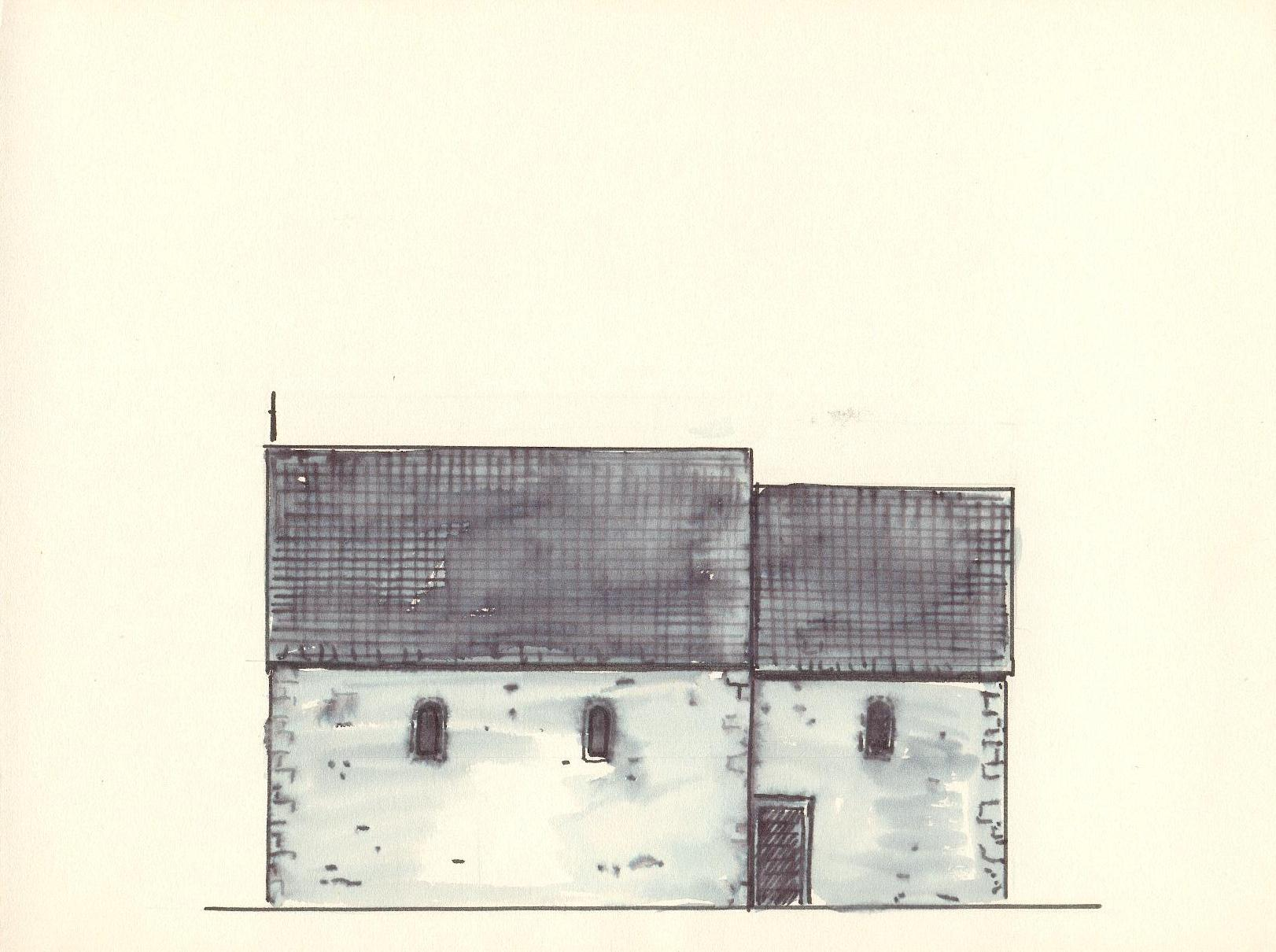
Rekonstruktion der Kirche von 1132

Die romanische Kirche von 1132 bestand aus einem knapp 10 m langen und 7,50 m breiten Langhaus mit Eingang im Westen und einem drei Stufen höheren 3,40 × 4,20 m großen Altarraum (Chorraum).
Zwischen Schiff und Chor wölbte sich der bis heute erhaltene romanische Chor- bzw. Triumphbogen, der als Symbol des Himmelsgewölbes, des Eingangs in den Himmel oder als Stadttor zum himmlischen Jerusalem gedeutet werden kann. Die Kämpfersteine des nicht profilierten Bogens sind sehr altertümlich und nicht symmetrisch gestaltet.

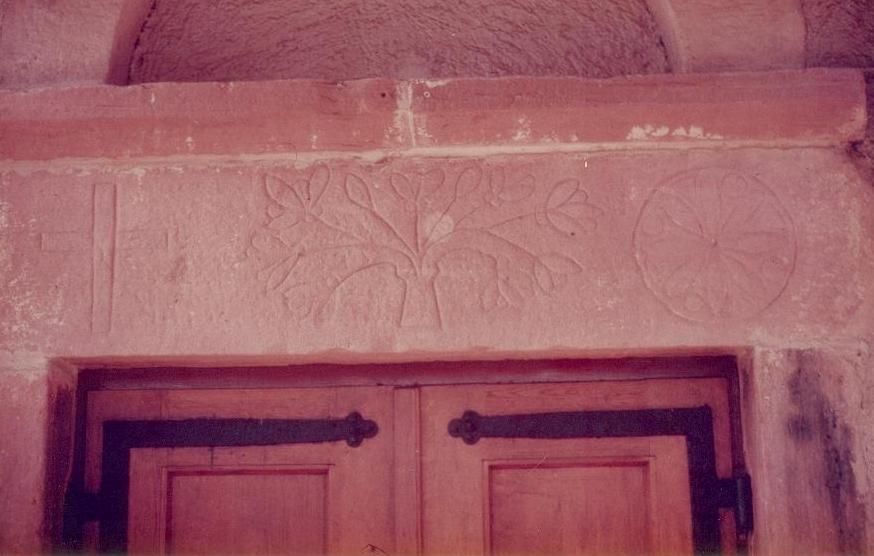
Türsturz von 1132

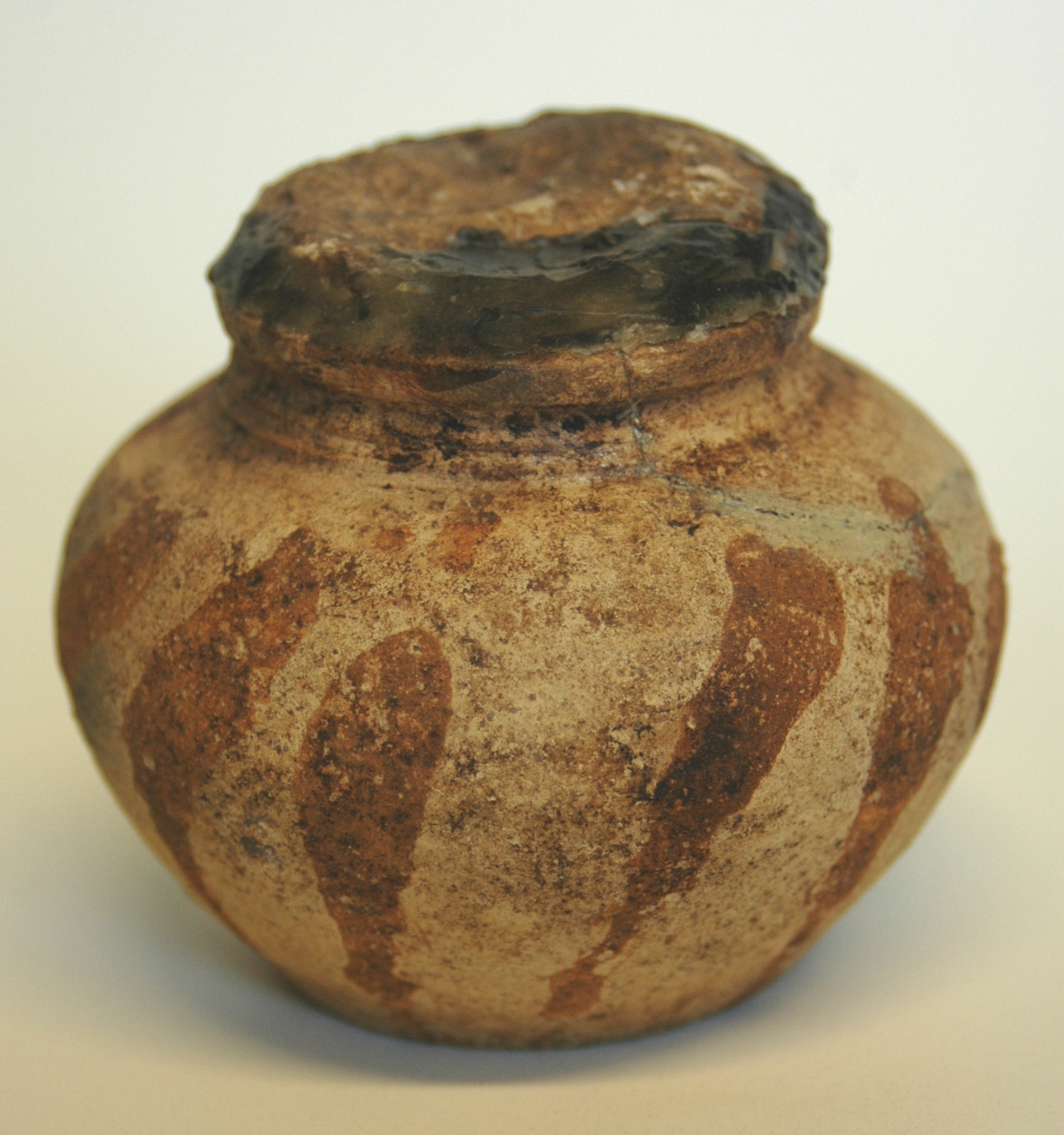
Reliquiar

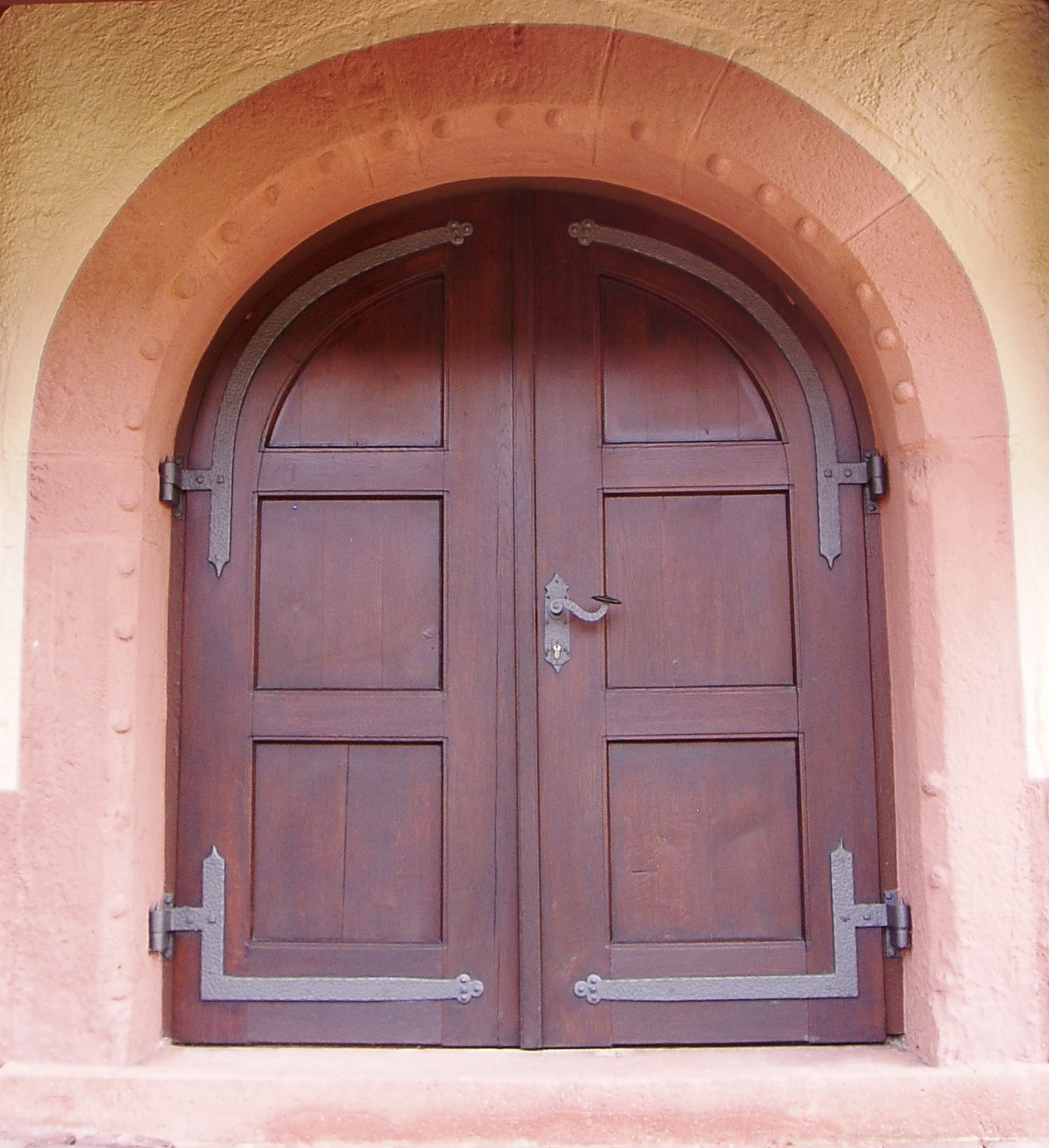
Romanisches Rundbogenportal mit Halbkugelverzierungen (Westeingang)

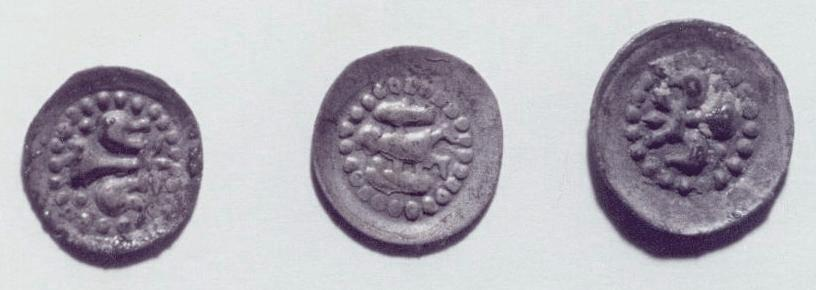
Silberpfennige

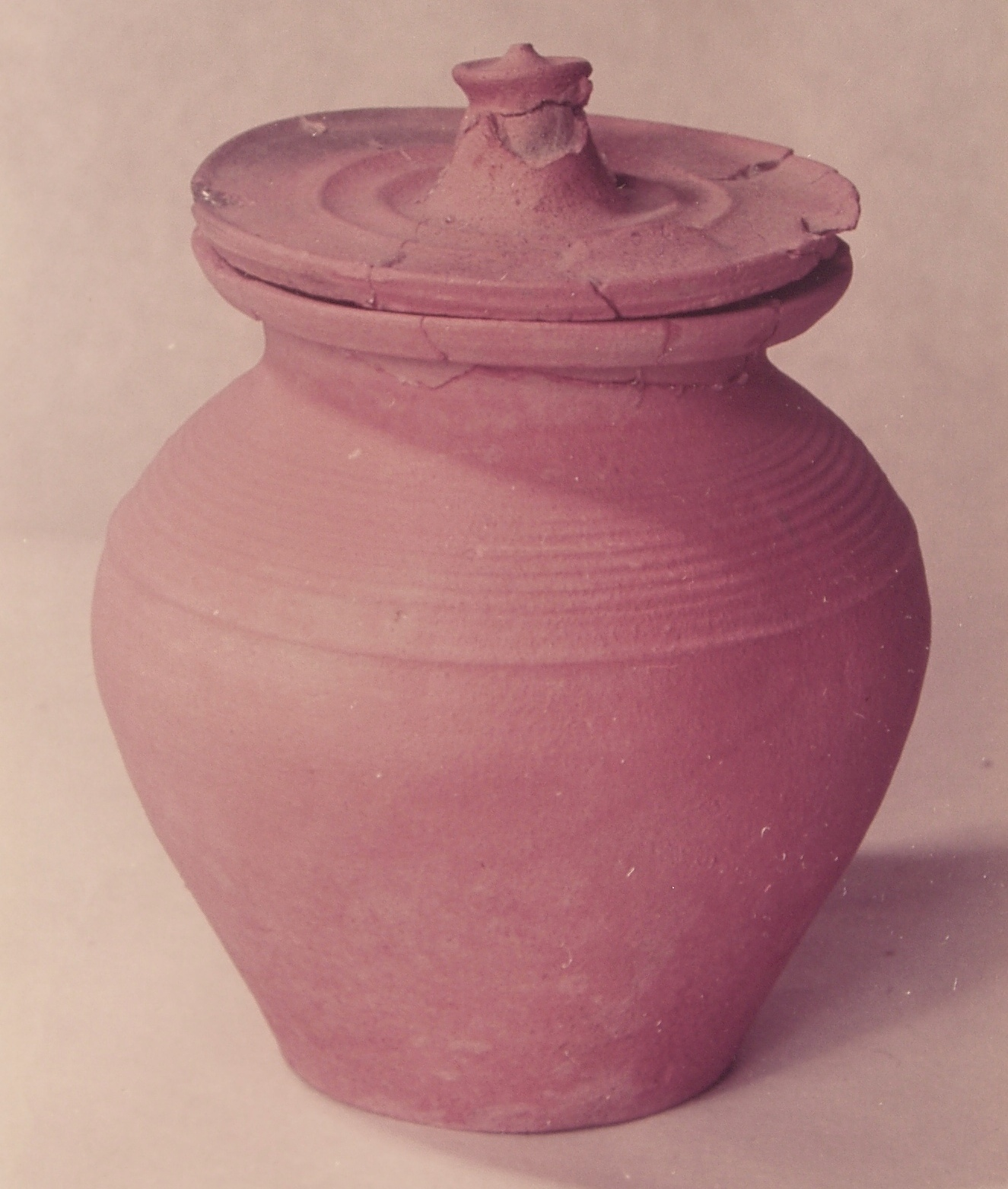
Münzgefäß

Vom ehemaligen Westportal von 1132 ist nur der Türsturz erhalten. Auf dem roten Sandstein sind drei alte Symbole eingeritzt: Links ein lateinisches Kreuz, dessen vertikaler Balken durchgezogen ist, in der Mitte ein Baum mit sieben Ästen, die Blüten und Früchte tragen („arbor vitae“, Lebensbaum des Paradieses), rechts eine Rosette in Form eines achtblättrigen „Blütensterns“ als Sonnensymbol (Sonnenscheibe bzw. Sonnenrad).
Aus der Entstehungszeit der Kirche stammt vielleicht auch das eine romanische Fensterchen am Westgiebel. Die großen Rundbogenfenster im Schiff und Chor wurden jedoch erst in der Barockzeit eingebaut.
Das alte Schiff hatte auf jeder Längsseite nur zwei oder drei kleine, gemauerte romanische Rundbogenfensterchen, also wohl ohne Sandsteingewände, mit trichterförmigen Laibungen, damit sie mehr Licht einlassen. Vielleicht war die Nordseite auch wie in Burgheim fensterlos. Die kleinen Fenster waren ursprünglich wohl nicht einmal verglast.
Die Altartische aus der Zeit vor 1974 scheinen ebenfalls ganz alt gewesen zu sein. Unter dem gemauerten Hauptaltar, der bis dahin erhöht und näher zur Chor-Ostwand stand, fand man 1974 einen mit Wachs verschlossenen Reliquientopf aus Ton (7 cm hoch, 4 cm breit), der als Reliquien einige Knochen- und Stoffreste enthielt.
Außerdem grub man unmittelbar hinter dem Altar ein Tongefäß mit Deckel (Münzschatztopf) aus, in dem noch drei Münzen, Straßburger Silberpfennige aus der Zeit um 1300–1400, lagen. Das Gefäß war offenbar früher schon einmal entdeckt und ausgeplündert worden.
In der 1. Hälfte des 13. Jahrhunderts oder beim Bau des Turmes (um 1250) wurden die Rundbogenportale an der West- und Chor-Südwand angebracht. Die Fasen der Sandsteingewände und -bogen sind mit Halbkugeln besetzt. Diese Ornamentform ist typisch für den oberrheinischen spätromanischen Kirchenbau.
Der alte romanische Türsturz des Westportals dürfte zu dieser Zeit über dem neuen Eingang auf der Südseite eingebaut worden sein, mit neuem Tympanon und neuen Türpfosten.

### Die Kirche in gotischer Zeit (ca. 1250 bis 1420)

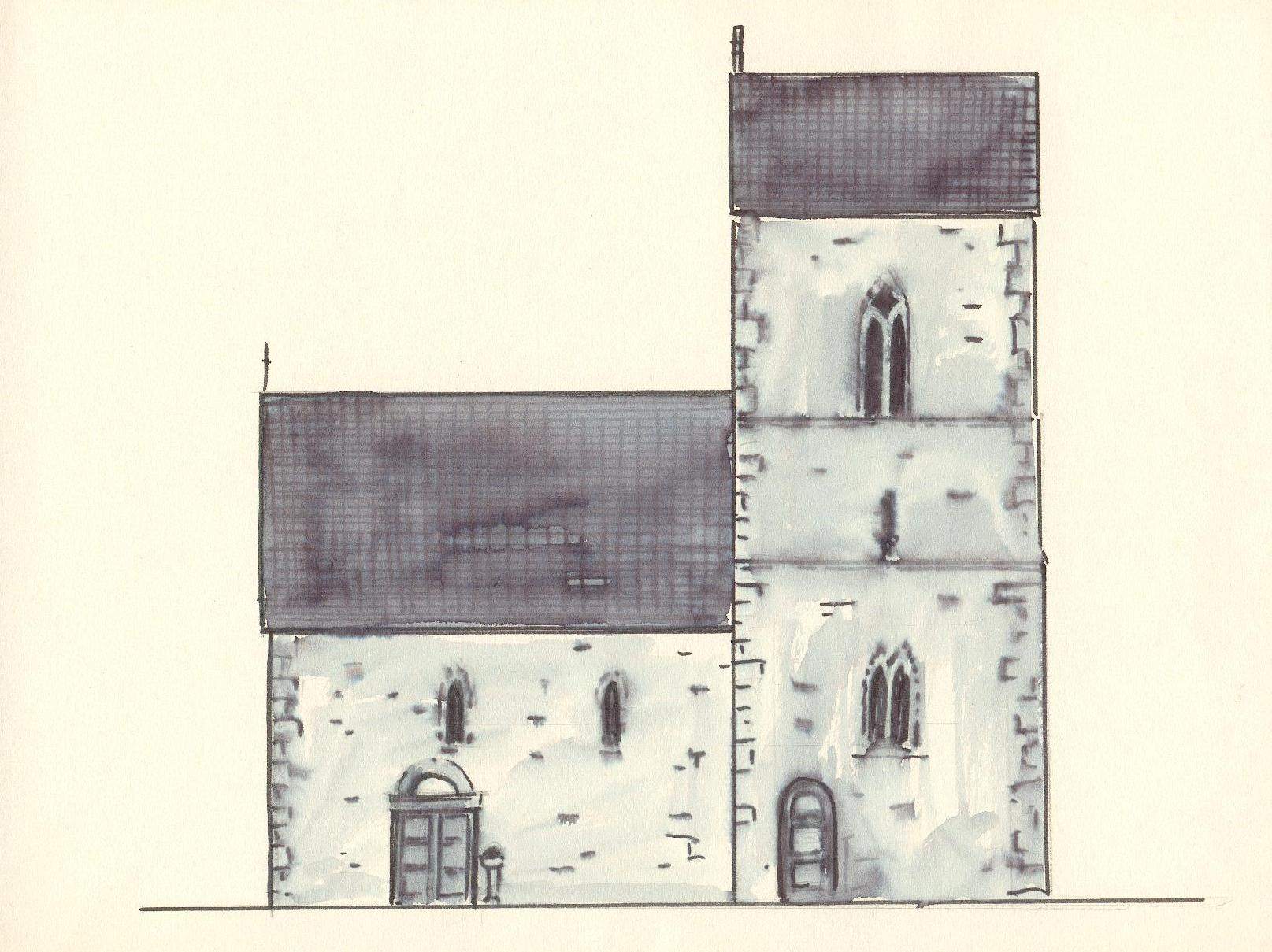
Rekonstruktion der Kirche um 1250

In frühgotischer Zeit, bald nach 1250, erhielt die Kirche den 18 m hohen, dreigeschossigen, direkt über dem Altarraum errichteten Turm („turris choro superaedificata“) und wurde dadurch zu einer für das Bistum Straßburg typischen Chorturmkirche (Vorbilder: Die Kirche von Burgheim und das frühere romanische Münster zu Straßburg).
Turm und Langhaus bekamen gotische Fenster. Besonders schön sind die Spitzbogen-Doppelfenster im oberen Turmgeschoss (vgl. Fenster der Lahrer Tiefburg).
Der Altarraum ist überspannt von einem Kreuzrippengewölbe mit Maskenkonsolen.
Gotisch sind auch das Weihwasserbecken hinten im Schiff, der achteckige Taufstein, der bis 1974 beim Westeingang eingemauert war, und die Steinkreuze auf dem Turmgiebel. Erhalten ist auch ein gotisches Rauchfass.
Die Fresken aus der Zeit um 1420 wurden bei der Innenrenovation 1974 unter der Tünche entdeckt und von Restaurator Alfred Panowsky, Gernsbach, freigelegt. Dargestellt ist die Leidensgeschichte Christi, darüber Engel, an der Decke die Symbole der 4 Evangelisten.
Die Kirche ist während des Bauern- und Dreißigjährigen Kriegs mindestens dreimal ausgebrannt.

### Veränderungen in der Barock- und Rokokozeit (1655 bis 1767)

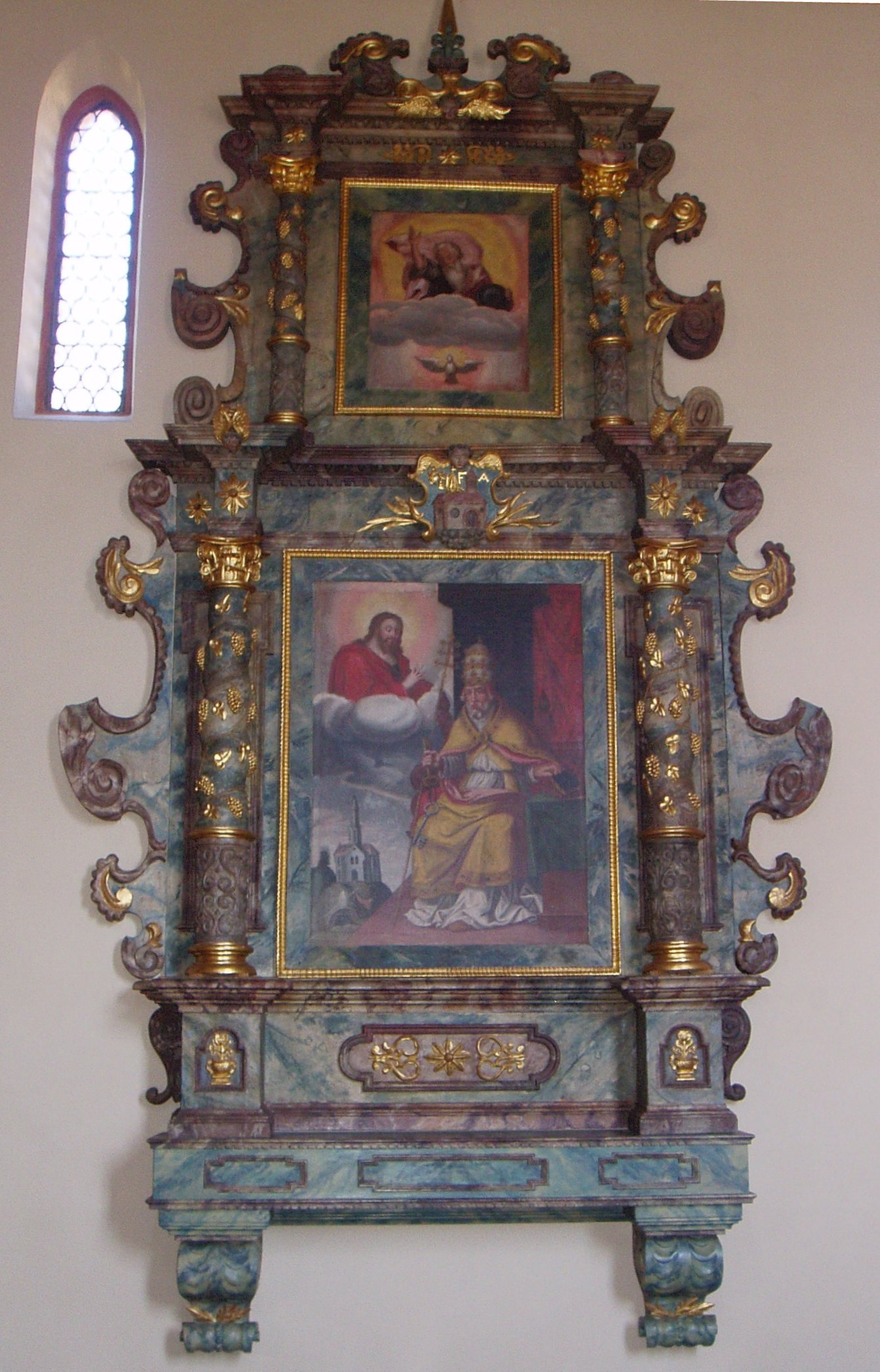
Bilderwand des Hochaltars, heute an der Nordwand des Schiffes

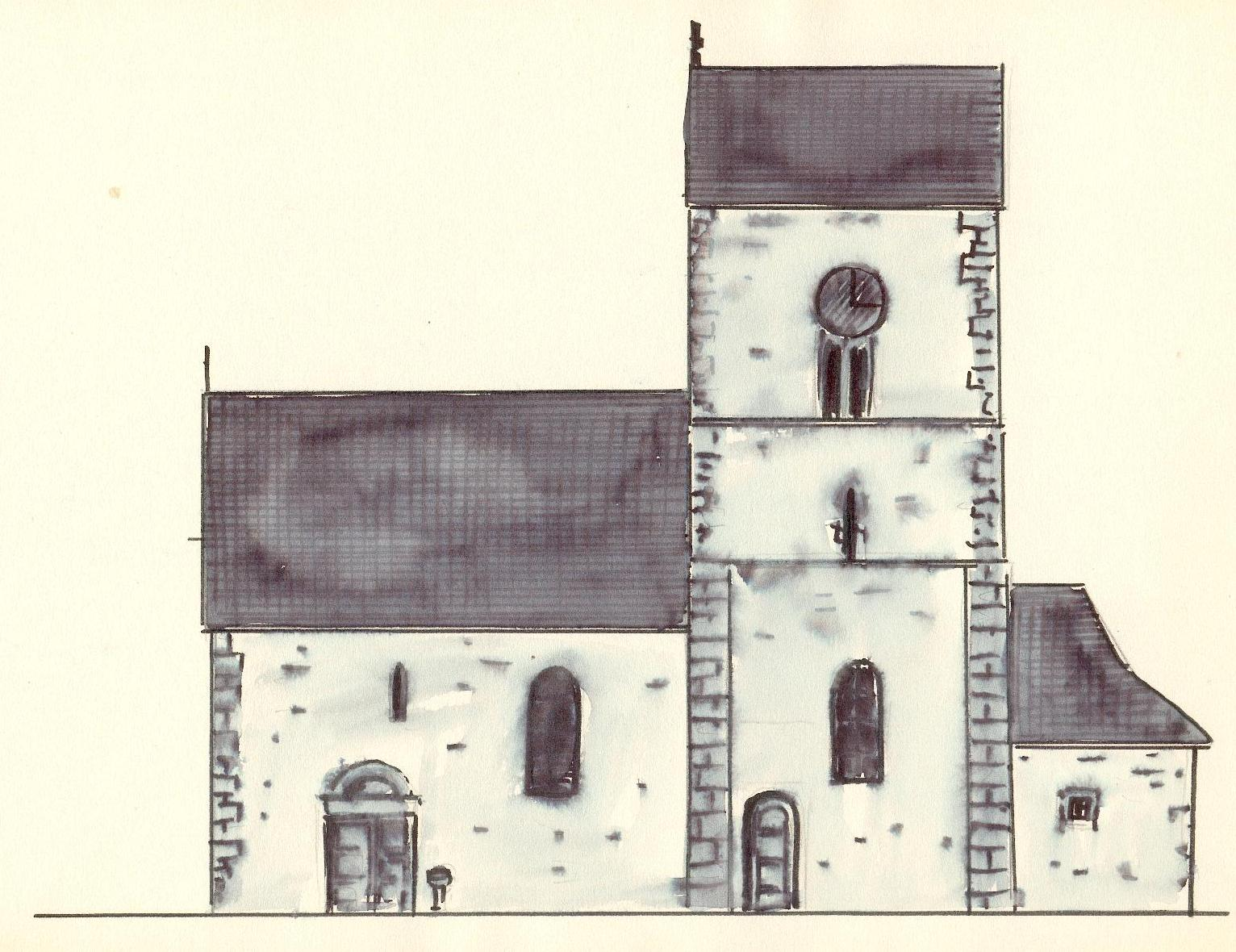
Rekonstruktion der Kirche nach 1655

Kurz nach dem Dreißigjährigen Krieg wurde die Kirche durch Abt Franz Hertenstein von Ettenheimmünster barockisiert.
Große Barockfenster ersetzten die gotischen Fenster im Schiff und Chor.
Abt Hertenstein ließ 1655 den Hochaltar anfertigen, dessen restaurierte Bilderwand (Retabel) heute an der Nordwand des Langhauses hängt.
Vom im gleichen Stil erbauten Seitenaltar gingen verschiedene originale Teile verloren. 1974 fand man auf dem Kirchenspeicher davon nur noch einige Reste. Restaurator Panowsky hat den jetzigen Seitenaltar rekonstruiert und restauriert. Der Sockel des Altaraufsatzes stammt vom Hauptaltar und wurde in der Breite und Tiefe verkürzt.
Das Hauptbild des Hochaltars von 1655 zeigt rechts den hl. Petrus auf der Kathedra sitzend, in päpstlichem Ornat mit Tiara und Papstkreuz sowie goldenem und silbernem Schlüssel (als Zeichen der Binde- und Lösegewalt nach Mt 16,19 ). Links oben über einer lichten Wolke ist Christus dargestellt, die Hand zum Segen erhoben. Zu Füßen des Petrus steht die Kirche auf einem Felsen (vgl. Mt 16,18 ). Darüber erkennt man das Wappen des Abtes Franz Hertenstein von Ettenheimmünster (mit Abtstab, Mitra, seinen Initialen F[ranciscus] A[bbas] und der von ihm erbauten Klosterkirche).
Auf dem oberen Bild des Hauptaltars ist Gottvater über den Wolken des Himmels zu sehen, umgeben von farbigem Lichtglanz, die Weltkugel in der Hand. Darunter schwebt der Hl. Geist in Gestalt einer Taube.
Das Marienbild am Seitenaltar ist eine Kopie des berühmten Gnadenbildes Mariahilf von Lucas Cranach d. Ä., das kleinere Bild des Seitenaltars zeigt das Martyrium des hl. Sebastian, der im Mittelalter seit dem 7. Jh. als „Pestheiliger“, d. h. als Patron gegen die Pest, verehrt wurde.
In der Rokokozeit erhielt die Kirche eine Kanzel (Jahreszahl 1767 auf der Treppe), der Hauptaltar einen Tabernakel und ein neues Antependium (Maria mit Kind zwischen Rosenranken, heute über der Emporentreppe aufgehängt). Die Sakristei wurde angebaut, das Ostfenster hinter dem Altar zugemauert.

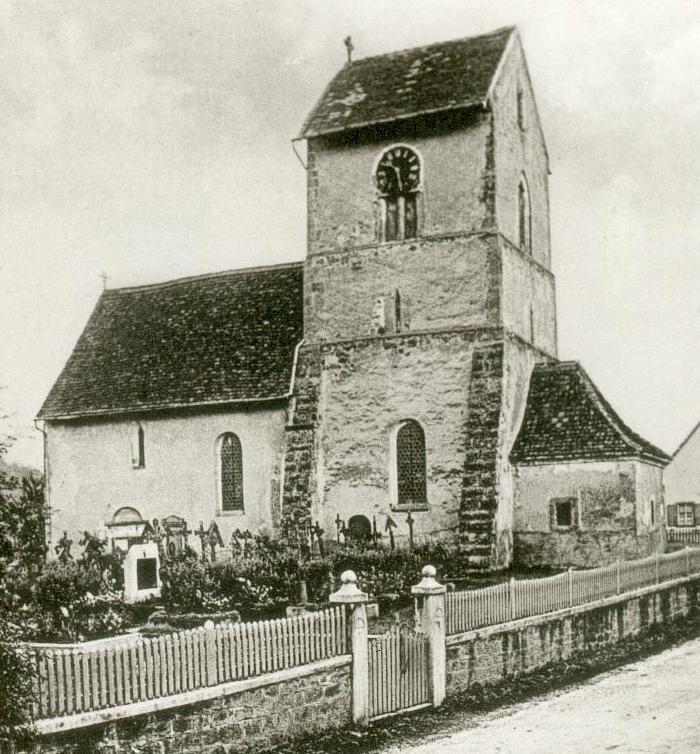
Kirche um 1930 bis zum großen Umbau 1952

### Spätere Umbauten, Renovierungen und Ereignisse
1872 und 1907/08: Risse im Turm (eine Folge der großen Barockfenster) machten den Bau der Stützmauern erforderlich.
1932: 800-Jahr-Feier.
1950: Glockenweihe
Das Geläut besteht seither aus drei Glocken: einer c"-Glocke (4,5 Ztr.) von 1681, umgegossen 1950, einer es"-Glocke (2,5 Ztr.), gegossen 1950 und einer ges"-Glocke (1,5 Ztr.) von 1761.
1952: Erweiterung der Kirche
Weil die Kirche für die Zahl der Kirchenbesucher zu klein geworden war, wurde das Schiff im Jahr 1952 abgerissen und um 3,60 m verlängert.
Auf der Nord- und Südseite wurde je ein weiteres Barockfenster eingesetzt. Die Kirche bekam einen neuen Dachstuhl, eine neue Holzdecke, eine neue Empore und neue Bänke. Über allen drei Eingängen wurden Schutzdächlein angebracht. Das Zifferblatt der Turmuhr erhielt den heutigen Platz.
1974–1976: Innenrenovierung

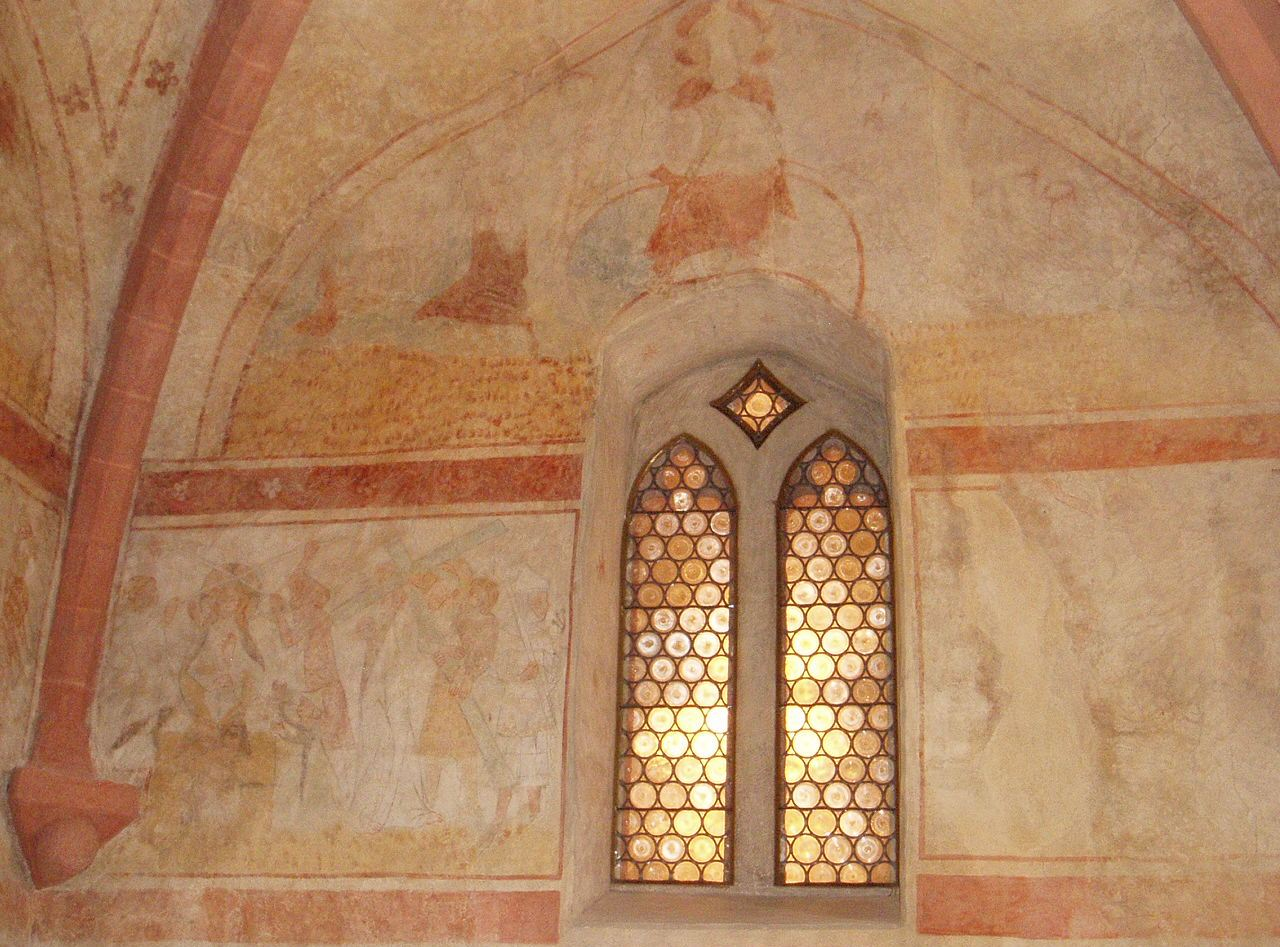
Chor mit Fresken aus der Zeit um 1420

Bei der Restaurierung der Wittelbacher Kirche in den Jahren 1974 bis 1976 wurde versucht, die ursprüngliche Gestalt des Kircheninnern, besonders des Chorraums, wiederherzustellen mit folgenden Baumaßnahmen, Neuerungen, Veränderungen, Anschaffungen:
Im Chor wurden die Fresken aus der Zeit um 1420 freigelegt, die gotischen Fenster wiederhergestellt und Sandsteinplatten verlegt. Die Bilderwand des alten Barockhauptaltars wurde an der Nordwand des Schiffes angebracht und der Altar als Tischaltar zum Volk hin ausgerichtet. In den Altarraum kam ein neuer frei stehender Tabernakel aus Sandstein mit würfelförmigem Gehäuse aus goldfarbenem hochglanzpoliertem Messing. Der gotische Taufstein wurde vom Westeingang in die vordere linke Chorecke versetzt. Der Seitenaltar wurde ergänzt und wiederaufgebaut, die oberste Kanzeltreppenstufe entfernt, die Kanzel versetzt und das alte Prozessionskreuz hinter der Kanzel befestigt. Im Chor wurden Scheinwerfer als Beleuchtung angebracht, im Schiff ein Kronleuchter, vor dem Altar wurde ein schmiedeeiserner Leuchter aufgestellt.
1982: 850-Jahr-Feier.
Das neu gestaltete ewige Licht steht seit 1982 rechts über dem Tabernakel auf einer Steinkonsole.
1988: Außenrenovierung
Die Ziegel auf allen Dächern wurden erneuert, ebenso die Dachrinnen am Schiff, die Traufgesimse, die Schallläden des Turms, die Zifferblätter der Turmuhr, der Blitzschutz. Die Dachrinnen und Fallrohre am Turm wurden aus ästhetischen Gründen entfernt. Der Turm wurde z. T. neu verputzt. Die ganze Kirche erhielt einen neuen weißen Anstrich.
Auf den Ostgiebel des Turmes kam ein zweites gotisches Steinkreuz von Bildhauer Michael Fischer, Freiburg, das alte auf dem Westgiebel wurde erneuert. Auch das schmiedeeiserne Lilienkreuz auf dem Westgiebel des Schiffs von 1908 konnte nicht mehr restauriert werden. Die Neufassung ist von Leo Albert entworfen und von Schmiedemeister Claus Wagner ausgeführt worden.
Um die Kirche herum wurden Entwässerungs- und Pflasterarbeiten vorgenommen.
2002: Außenrenovierung

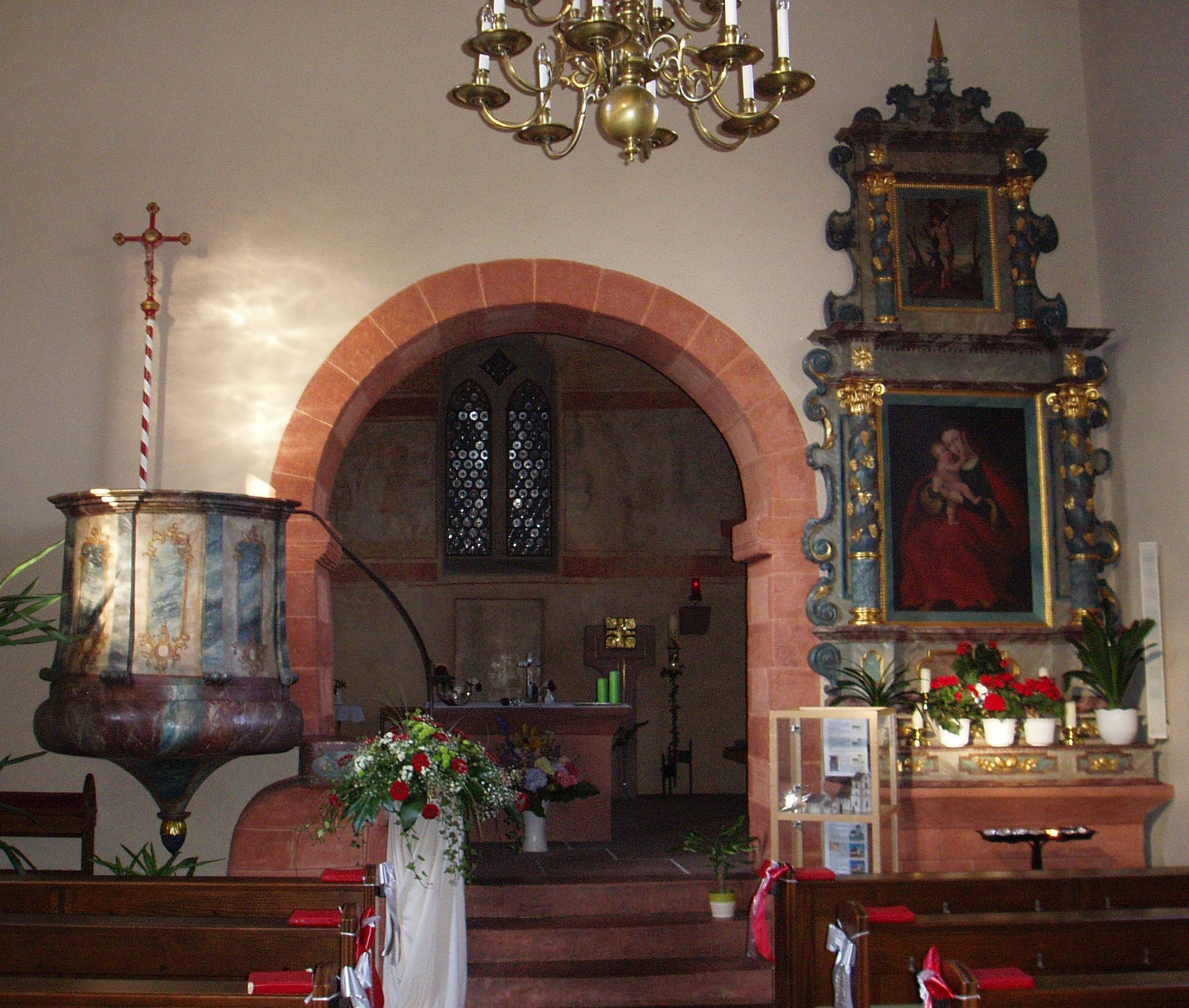
Innenansicht der Kirche während der 875-Jahr-Feier 2007

Wegen der anhaltenden wetterbedingten Fassadenschäden am Turm wurde der Putz des Turmes komplett abgeschlagen und erneuert, außerdem wurden zum Schutz der Fassade auch am Turmdach wieder Dachrinnen (mit Wasserspeiern), an den Mauervorsprüngen des Turms neue Sandstein-Gesimse und über dem Portal an der Chor-Südseite wieder ein Schutzdächlein angebracht wie vor 1974.
Die ganze Kirche erhielt einen ockerfarbenen Anstrich, der dem Gebäudetyp angepasst und nicht so schmutzempfindlich ist.
2006: Innenrenovierung
Die Wände im Schiff wurden neu in hellem Beige gestrichen, Triumphbogen, Tür- und Fenstergewände, der Unterbau der Kanzeltreppen und des Seitenaltars sandsteinfarben in Quaderoptik. Holzdecke und Kirchenbänke wurden renoviert.
2007: 875-Jahr-Feier.